# Catharosoma jaujensis
Catharosoma jaujensis är en mångfotingart som beskrevs av Kraus 1955. Catharosoma jaujensis ingår i släktet Catharosoma och familjen orangeridubbelfotingar. Inga underarter finns listade i Catalogue of Life.